# Giải vô địch bóng đá trẻ thế giới 1995
Giải vô địch bóng đá trẻ thế giới 1995, được biết đến với tên gọi  1995 FIFA/Coca-Cola World Youth Championship vì lý do tài trợ, là giải đấu lần thứ 10 của Giải vô địch bóng đá trẻ thế giới. Được tổ chức tại Qatar từ ngày 13 đến ngày 28 tháng 4 năm 1995. Giải đấu diễn ra tại ba địa điểm trong thành phố Doha. Giải đấu ban đầu được tổ chức tại Nigeria, nhưng do dịch viêm màng não bùng phát, quốc gia này đã rút khỏi quyền đăng cai. FIFA đã chuyển quyền này đến Qatar.

## Vòng loại
| Liên đoàn                         | Giải đấu loại                                 | Các đội tuyển vượt qua vòng loại              |
| --------------------------------- | --------------------------------------------- | --------------------------------------------- |
| AFC (châu Á)                      | Chủ nhà                                       | Qatar                                         |
| AFC (châu Á)                      | Giải vô địch bóng đá trẻ châu Á 1994          | Nhật Bản · Syria                              |
| CAF (châu Phi)                    | Giải vô địch bóng đá trẻ châu Phi 1995        | Burundi1 · Cameroon                           |
| CONCACAF (Bắc, Trung Mỹ & Caribe) | Giải vô địch bóng đá U-20 CONCACAF 1994       | Costa Rica · Honduras                         |
| CONMEBOL (Nam Mỹ)                 | Giải vô địch bóng đá trẻ Nam Mỹ 1995          | Argentina · Brasil · Chile                    |
| OFC (châu Đại Dương)              | Giải vô địch bóng đá U-20 châu Đại Dương 1994 | Úc                                            |
| UEFA (châu Âu)                    | Giải vô địch bóng đá U-18 châu Âu 1994        | Đức · Hà Lan · Bồ Đào Nha · Nga · Tây Ban Nha |

1.^ Các đội lần đầu tiên tham dự.

## Đội hình
Danh sách đội hình, xem Danh sách cầu thủ tham dự giải vô địch bóng đá trẻ thế giới 1995.

## Vòng bảng

### Bảng A
| VT | Đội       | ST | T | H | B | BT | BB | HS | Đ | Giành quyền tham dự     |
| -- | --------- | -- | - | - | - | -- | -- | -- | - | ----------------------- |
| 1  | Brasil    | 3  | 2 | 1 | 0 | 8  | 0  | +8 | 7 | Vòng đấu loại trực tiếp |
| 2  | Nga       | 3  | 1 | 2 | 0 | 3  | 1  | +2 | 5 | Vòng đấu loại trực tiếp |
| 3  | Syria     | 3  | 1 | 0 | 2 | 1  | 8  | −7 | 3 |                         |
| 4  | Qatar (H) | 3  | 0 | 1 | 2 | 1  | 4  | −3 | 1 |                         |

| Qatar        | 1–1        | Nga       |
| ------------ | ---------- | --------- |
| Al Enazi 54' | (Chi tiết) | Semak 52' |

| Syria | 0–6        | Brasil                                                             |
| ----- | ---------- | ------------------------------------------------------------------ |
|       | (Chi tiết) | Reinaldo 12' (ph.đ.), 25', 70' · Élder 67' · Caio 73' · Murilo 85' |

| Qatar | 0–1        | Syria         |
| ----- | ---------- | ------------- |
|       | (Chi tiết) | Al Boushi 52' |

| Nga | 0–0        | Brasil |
| --- | ---------- | ------ |
|     | (Chi tiết) |        |

| Qatar | 0–2        | Brasil               |
| ----- | ---------- | -------------------- |
|       | (Chi tiết) | Caio 50' · Élder 61' |

| Nga                          | 2–0        | Syria |
| ---------------------------- | ---------- | ----- |
| Chumachenko 2' · Lysenko 90' | (Chi tiết) |       |

### Bảng B
| VT | Đội         | ST | T | H | B | BT | BB | HS | Đ | Giành quyền tham dự     |
| -- | ----------- | -- | - | - | - | -- | -- | -- | - | ----------------------- |
| 1  | Tây Ban Nha | 3  | 3 | 0 | 0 | 13 | 5  | +8 | 9 | Vòng đấu loại trực tiếp |
| 2  | Nhật Bản    | 3  | 1 | 1 | 1 | 5  | 4  | +1 | 4 | Vòng đấu loại trực tiếp |
| 3  | Chile       | 3  | 0 | 2 | 1 | 6  | 9  | −3 | 2 |                         |
| 4  | Burundi     | 3  | 0 | 1 | 2 | 2  | 8  | −6 | 1 |                         |

| Burundi          | 1–5        | Tây Ban Nha                                                       |
| ---------------- | ---------- | ----------------------------------------------------------------- |
| Ndayishimite 82' | (Chi tiết) | Martínez 26' · Raúl 36' · Roger 40' (ph.đ.) · Etxeberria 72', 86' |

| Chile                     | 2–2        | Nhật Bản             |
| ------------------------- | ---------- | -------------------- |
| Rozental 11' (ph.đ.), 67' | (Chi tiết) | Oki 47' · Nakata 87' |

| Burundi       | 1–1        | Chile        |
| ------------- | ---------- | ------------ |
| Butunungu 83' | (Chi tiết) | Rozental 14' |

| Tây Ban Nha         | 2–1        | Nhật Bản   |
| ------------------- | ---------- | ---------- |
| Roger 8' · Raúl 83' | (Chi tiết) | Nakata 69' |

| Burundi | 0–2        | Nhật Bản                          |
| ------- | ---------- | --------------------------------- |
|         | (Chi tiết) | Yasunaga 10' · Yamada 17' (ph.đ.) |

| Tây Ban Nha                                                                | 6–3        | Chile                               |
| -------------------------------------------------------------------------- | ---------- | ----------------------------------- |
| Etxeberria 9', 13' · Ochoa 20', 61' · Salgado 47' · De la Peña 80' (ph.đ.) | (Chi tiết) | Rozental 52' · Poli 77' · Lobos 83' |

### Bảng C
| VT | Đội        | ST | T | H | B | BT | BB | HS | Đ | Giành quyền tham dự     |
| -- | ---------- | -- | - | - | - | -- | -- | -- | - | ----------------------- |
| 1  | Bồ Đào Nha | 3  | 3 | 0 | 0 | 7  | 2  | +5 | 9 | Vòng đấu loại trực tiếp |
| 2  | Argentina  | 3  | 2 | 0 | 1 | 5  | 3  | +2 | 6 | Vòng đấu loại trực tiếp |
| 3  | Hà Lan     | 3  | 1 | 0 | 2 | 7  | 5  | +2 | 3 |                         |
| 4  | Honduras   | 3  | 0 | 0 | 3 | 5  | 14 | −9 | 0 |                         |

| Hà Lan | 0–1        | Argentina   |
| ------ | ---------- | ----------- |
|        | (Chi tiết) | Garrone 90' |

| Honduras                  | 2–3        | Bồ Đào Nha                     |
| ------------------------- | ---------- | ------------------------------ |
| Guevara 26' · Cabrera 34' | (Chi tiết) | Nuno Gomes 18', 66' · Dani 53' |

| Hà Lan                                                                | 7–1        | Honduras             |
| --------------------------------------------------------------------- | ---------- | -------------------- |
| Wooter 3', 44' · Witzenhausen 10', 24', 77' · Gehring 67' · Bouma 78' | (Chi tiết) | Oseguera 48' (ph.đ.) |

| Argentina | 0–1        | Bồ Đào Nha |
| --------- | ---------- | ---------- |
|           | (Chi tiết) | Dani 71'   |

| Hà Lan | 0–3        | Bồ Đào Nha                                 |
| ------ | ---------- | ------------------------------------------ |
|        | (Chi tiết) | Beto 9' (ph.đ.) · Dani 47' · Agostinho 70' |

| Argentina                      | 4–2        | Honduras                 |
| ------------------------------ | ---------- | ------------------------ |
| Ibagaza 6' · Pena 3', 42', 72' | (Chi tiết) | Guevara 48' · Medina 60' |

### Bảng D
| VT | Đội        | ST | T | H | B | BT | BB | HS | Đ | Giành quyền tham dự     |
| -- | ---------- | -- | - | - | - | -- | -- | -- | - | ----------------------- |
| 1  | Cameroon   | 3  | 2 | 1 | 0 | 7  | 4  | +3 | 7 | Vòng đấu loại trực tiếp |
| 2  | Úc         | 3  | 1 | 1 | 1 | 5  | 4  | +1 | 4 | Vòng đấu loại trực tiếp |
| 3  | Costa Rica | 3  | 1 | 0 | 2 | 3  | 6  | −3 | 3 |                         |
| 4  | Đức        | 3  | 0 | 2 | 1 | 3  | 4  | −1 | 2 |                         |

| Úc                            | 2–0        | Costa Rica |
| ----------------------------- | ---------- | ---------- |
| Viduka 51' · Enes 74' (ph.đ.) | (Chi tiết) |            |

| Cameroon | 1–1        | Đức             |
| -------- | ---------- | --------------- |
| Simo 90' | (Chi tiết) | Hinz 9' (ph.đ.) |

| Úc              | 2–3        | Cameroon                     |
| --------------- | ---------- | ---------------------------- |
| Viduka 11', 72' | (Chi tiết) | Ntamag 52', 90' · Ndiefi 67' |

| Costa Rica                      | 2–1        | Đức       |
| ------------------------------- | ---------- | --------- |
| Bennette 42' (ph.đ.) · Soto 52' | (Chi tiết) | Walle 90' |

| Úc         | 1–1        | Đức      |
| ---------- | ---------- | -------- |
| Viduka 54' | (Chi tiết) | Rath 23' |

| Costa Rica   | 1–3        | Cameroon                   |
| ------------ | ---------- | -------------------------- |
| Bennette 30' | (Chi tiết) | Ndiefi 26' · Essa 36', 75' |

## Vòng đấu loại trực tiếp
|  | Tứ kết                  | Tứ kết                  |                         |   | Bán kết       | Bán kết       |  |  | Chung kết | Chung kết |
|  |                         |                         |                         |   |               |               |  |  |           |           |
|  | 23 tháng 4 - Doha (KOS) |                         |                         |   |               |               |  |  |           |           |
|  |                         |                         |                         |   |               |               |  |  |           |           |
|  | Brasil                  | 2                       |                         |   |               |               |  |  |           |           |
|  | Brasil                  | 2                       | 25 tháng 4 - Doha (KOS) |   |               |               |  |  |           |           |
|  | Nhật Bản                | 1                       |                         |   |               |               |  |  |           |           |
|  | Nhật Bản                | 1                       | Brasil                  | 1 |               |               |  |  |           |           |
|  | 23 tháng 4 - Doha (KOS) |                         | Brasil                  | 1 |               |               |  |  |           |           |
|  |                         | Bồ Đào Nha              | 0                       |   |               |               |  |  |           |           |
|  | Bồ Đào Nha (aet)        | Bồ Đào Nha              | 0                       | 2 |               |               |  |  |           |           |
|  | Bồ Đào Nha (aet)        |                         | 28 tháng 4 - Doha (KOS) | 2 |               |               |  |  |           |           |
|  | Úc                      | 1                       |                         |   |               |               |  |  |           |           |
|  | Úc                      | 1                       | Brasil                  | 0 |               |               |  |  |           |           |
|  | 23 tháng 4 - Doha (AAS) |                         | Brasil                  | 0 |               |               |  |  |           |           |
|  |                         | Argentina               | 2                       |   |               |               |  |  |           |           |
|  | Tây Ban Nha             | Argentina               | 2                       | 4 |               |               |  |  |           |           |
|  | Tây Ban Nha             | 25 tháng 4 - Doha (KOS) |                         | 4 |               |               |  |  |           |           |
|  | Nga                     | 1                       |                         |   |               |               |  |  |           |           |
|  | Nga                     | 1                       | Tây Ban Nha             | 0 |               |               |  |  |           |           |
|  | 23 tháng 4 - Doha (AAS) |                         | Tây Ban Nha             | 0 |               |               |  |  |           |           |
|  |                         | Argentina               | 3                       |   | Tranh hạng ba | Tranh hạng ba |  |  |           |           |
|  | Cameroon                | Argentina               | 3                       | 0 | Tranh hạng ba | Tranh hạng ba |  |  |           |           |
|  | Cameroon                |                         | 28 tháng 4 - Doha (KOS) | 0 |               |               |  |  |           |           |
|  | Argentina               | 2                       |                         |   |               |               |  |  |           |           |
|  | Argentina               | 2                       | Bồ Đào Nha              | 3 |               |               |  |  |           |           |
|  |                         |                         |                         |   |               |               |  |  |           |           |
|  | Tây Ban Nha             | 2                       |                         |   |               |               |  |  |           |           |
|  | Tây Ban Nha             | 2                       |                         |   |               |               |  |  |           |           |

### Tứ kết
| Brasil        | 2–1        | Nhật Bản |
| ------------- | ---------- | -------- |
| Caio 26', 40' | (Chi tiết) | Oku 15'  |

| Tây Ban Nha                        | 4–1        | Nga               |
| ---------------------------------- | ---------- | ----------------- |
| Raúl 3' · Etxeberria 13', 21', 62' | (Chi tiết) | Lipko 65' (ph.đ.) |

| Bồ Đào Nha          | 2–1 (s.h.p.) | Úc                       |
| ------------------- | ------------ | ------------------------ |
| Agostinho 66', 100' | (Chi tiết)   | Carlos Felipe 72' (l.n.) |

| Cameroon | 0–2        | Argentina                  |
| -------- | ---------- | -------------------------- |
|          | (Chi tiết) | Guerrero 37' · Coyette 49' |

### Bán kết
| Brasil   | 1–0        | Bồ Đào Nha |
| -------- | ---------- | ---------- |
| Caio 90' | (Chi tiết) |            |

| Tây Ban Nha | 0–3        | Argentina                                |
| ----------- | ---------- | ---------------------------------------- |
|             | (Chi tiết) | Biagini 21' · Coyette 54' · Chaparro 81' |

### Tranh hạng ba
| Bồ Đào Nha                     | 3–2        | Tây Ban Nha                  |
| ------------------------------ | ---------- | ---------------------------- |
| Nuno Gomes 68', 82' · Dani 73' | (Chi tiết) | Salgado 25' · De la Peña 38' |

### Chung kết
| Brasil | 0–2        | Argentina                  |
| ------ | ---------- | -------------------------- |
|        | (Chi tiết) | Biagini 25' · Guerrero 89' |

| Brasil | Argentina |

| GK               | 1  | Fábio Noronha |          |         |
| DF               | 2  | Dedimar       | Thẻ vàng |         |
| DF               | 3  | Fabiano       | Thẻ vàng |         |
| DF               | 13 | César Belli   | Thẻ vàng |         |
| DF               | 6  | Léo Inácio    |          |         |
| MF               | 5  | Zé Elias      | Thẻ vàng |         |
| MF               | 8  | Élder         | Thẻ vàng | Thay ra |
| MF               | 11 | Gláucio       |          |         |
| MF               | 16 | Murilo        |          | Thay ra |
| FW               | 7  | Reinaldo      |          | Thay ra |
| FW               | 9  | Caio          | Thẻ vàng |         |
| Dự bị:           |    |               |          |         |
| MF               | 10 | Claudinho     |          | a'      |
| MF               | 18 | Denílson      |          | b'      |
| FW               | 17 | Luizao        |          | b'      |
| Huấn luyện viên: |    |               |          |         |
| Júlio César Leal |    |               |          |         |

| GK               | 1  | Joaquín Irigoytía  |          | a'      |
| DF               | 4  | Gustavo Lombardi   |          |         |
| DF               | 2  | Sebastián Pena     | Thẻ vàng |         |
| DF               | 6  | Juan Pablo Sorín   |          |         |
| DF               | 3  | Federico Domínguez |          |         |
| MF               | 8  | Guillermo Larrosa  | Thẻ vàng |         |
| MF               | 5  | Mariano Juan       |          |         |
| MF               | 10 | Ariel Ibagaza      | Thẻ vàng |         |
| FW               | 17 | Walter Coyette     |          |         |
| FW               | 11 | Leonardo Biagini   |          | a'      |
| FW               | 18 | Cristián Chaparro  | Thẻ vàng |         |
| Dự bị:           |    |                    |          |         |
| GK               | 12 | Gastón Pezzuti     |          | a'      |
| FW               | 7  | Francisco Guerrero |          | Vào sân |
| FW               | 9  | Carlos Arangio     |          | Vào sân |
| Huấn luyện viên: |    |                    |          |         |
| José Pekerman    |    |                    |          |         |

| GK               | 1  | Fábio Noronha |          |         |
| DF               | 2  | Dedimar       | Thẻ vàng |         |
| DF               | 3  | Fabiano       | Thẻ vàng |         |
| DF               | 13 | César Belli   | Thẻ vàng |         |
| DF               | 6  | Léo Inácio    |          |         |
| MF               | 5  | Zé Elias      | Thẻ vàng |         |
| MF               | 8  | Élder         | Thẻ vàng | Thay ra |
| MF               | 11 | Gláucio       |          |         |
| MF               | 16 | Murilo        |          | Thay ra |
| FW               | 7  | Reinaldo      |          | Thay ra |
| FW               | 9  | Caio          | Thẻ vàng |         |
| Dự bị:           |    |               |          |         |
| MF               | 10 | Claudinho     |          | a'      |
| MF               | 18 | Denílson      |          | b'      |
| FW               | 17 | Luizao        |          | b'      |
| Huấn luyện viên: |    |               |          |         |
| Júlio César Leal |    |               |          |         |

| GK               | 1  | Joaquín Irigoytía  |          | a'      |
| DF               | 4  | Gustavo Lombardi   |          |         |
| DF               | 2  | Sebastián Pena     | Thẻ vàng |         |
| DF               | 6  | Juan Pablo Sorín   |          |         |
| DF               | 3  | Federico Domínguez |          |         |
| MF               | 8  | Guillermo Larrosa  | Thẻ vàng |         |
| MF               | 5  | Mariano Juan       |          |         |
| MF               | 10 | Ariel Ibagaza      | Thẻ vàng |         |
| FW               | 17 | Walter Coyette     |          |         |
| FW               | 11 | Leonardo Biagini   |          | a'      |
| FW               | 18 | Cristián Chaparro  | Thẻ vàng |         |
| Dự bị:           |    |                    |          |         |
| GK               | 12 | Gastón Pezzuti     |          | a'      |
| FW               | 7  | Francisco Guerrero |          | Vào sân |
| FW               | 9  | Carlos Arangio     |          | Vào sân |
| Huấn luyện viên: |    |                    |          |         |
| José Pekerman    |    |                    |          |         |

## Vô địch
| Giải vô địch bóng đá trẻ thế giới 1995 |
| -------------------------------------- |
| · Argentina · Lần thứ 2                |

## Giải thưởng
| Chiếc giày vàng   | Quả bóng vàng | Giải phong cách FIFA |
| ----------------- | ------------- | -------------------- |
| Joseba Etxeberria | Caio          | Nhật Bản             |

## Cầu thủ ghi bàn
Joseba Etxeberria của Tây Ban Nha đã giành giải thưởng Chiếc giày vàng khi ghi được 7 bàn thắng. Tổng cộng có 105 bàn thắng được ghi bởi 58 cầu thủ khác nhau, trong đó chỉ có một bàn được ghi là phản lưới nhà.
7 bàn
- Joseba Etxeberria

5 bàn
- Caio

4 bàn
- Mark Viduka
- Sebastián Rozental
- Dani
- Nuno Gomes

3 bàn
- Sebastián Pena
- Reinaldo
- Mendel Witzenhausen
- Agostinho
- Raúl

2 bàn
- Francisco Gabriel Guerrero
- Leonardo Biagini
- Walter Coyette
- Élder
- Basile Essa
- Macdonald Ndiefi
- Valery Ntamag
- Jewison Bennette
- Amado Guevara
- Hidetoshi Nakata
- Nordin Wooter
- Iván de la Peña
- Míchel Salgado
- Raúl Ochoa
- Roger

1 bàn
- Andrés Garrone
- Ariel Ibagaza
- Raúl Chaparro
- Robert Enes
- Murilo
- Blaise Butunungu
- Fredy Ndayishimite
- Augustine Simo
- Dante Poli
- Frank Lobos
- Jafet Soto
- Carsten Hinz
- Jan Walle
- Marcel Rath
- Edwin Medina
- Luis Oseguera
- Orvin Cabrera
- Daisuke Oku
- Nobuhisa Yamada
- Sotaro Yasunaga
- Susumu Oki
- Rob Gehring
- Wilfred Bouma
- Beto
- Mohammed Salem Al-Enazi
- Aleksandr Lipko
- Sergei Lysenko
- Sergei Semak
- Yevgeni Chumachenko
- Luis Martínez
- Nihad Al Boushi

Bàn phản lưới nhà
- Carlos Felipe (trong trận gặp Úc)

## Bảng xếp hạng giải đấu
| VT | Đội         | ST | T | H | B | BT | BB | HS | Đ  | Chung cuộc          |
| -- | ----------- | -- | - | - | - | -- | -- | -- | -- | ------------------- |
| 1  | Argentina   | 6  | 5 | 0 | 1 | 12 | 3  | +9 | 15 | Vô địch             |
| 2  | Brasil      | 6  | 4 | 1 | 1 | 11 | 3  | +8 | 13 | Á quân              |
| 3  | Bồ Đào Nha  | 6  | 5 | 0 | 1 | 12 | 6  | +6 | 15 | Hạng ba             |
| 4  | Tây Ban Nha | 6  | 4 | 0 | 2 | 19 | 12 | +7 | 12 | Hạng tư             |
|    |             |    |   |   |   |    |    |    |    |                     |
| 5  | Cameroon    | 4  | 2 | 1 | 1 | 7  | 6  | +1 | 7  | Bị loại ở Tứ kết    |
| 6  | Nga         | 4  | 1 | 2 | 1 | 4  | 5  | −1 | 5  | Bị loại ở Tứ kết    |
| 7  | Úc          | 4  | 1 | 1 | 2 | 6  | 6  | 0  | 4  | Bị loại ở Tứ kết    |
| 7  | Nhật Bản    | 4  | 1 | 1 | 2 | 6  | 6  | 0  | 4  | Bị loại ở Tứ kết    |
|    |             |    |   |   |   |    |    |    |    |                     |
| 9  | Hà Lan      | 3  | 1 | 0 | 2 | 7  | 5  | +2 | 3  | Bị loại ở Vòng bảng |
| 10 | Costa Rica  | 3  | 1 | 0 | 2 | 3  | 6  | −3 | 3  | Bị loại ở Vòng bảng |
| 11 | Syria       | 3  | 1 | 0 | 2 | 1  | 8  | −7 | 3  | Bị loại ở Vòng bảng |
| 12 | Đức         | 3  | 0 | 2 | 1 | 3  | 4  | −1 | 2  | Bị loại ở Vòng bảng |
| 13 | Chile       | 3  | 0 | 2 | 1 | 6  | 9  | −3 | 2  | Bị loại ở Vòng bảng |
| 14 | Qatar (H)   | 3  | 0 | 1 | 2 | 1  | 4  | −3 | 1  | Bị loại ở Vòng bảng |
| 15 | Burundi     | 3  | 0 | 1 | 2 | 2  | 8  | −6 | 1  | Bị loại ở Vòng bảng |
| 16 | Honduras    | 3  | 0 | 0 | 3 | 5  | 14 | −9 | 0  | Bị loại ở Vòng bảng |